# Эньеама, Винсент
Ви́нсент Эньеа́ма (англ. Vincent Enyeama; 29 августа 1982, Кадуна, Нигерия) — нигерийский футболист, вратарь. В 2002—2015 годах выступал за национальную сборную Нигерии, за которую сыграл 101 матч (рекорд среди нигерийских вратарей).

## Карьера
В возрасте 16-ти лет Эньеама начал свою карьеру в клубе «Ибом Старз». На следующий год он перешёл в «Эньимбу», где провёл 4 сезона. Он выиграл с клубом три чемпионата Нигерии и два раза победил в Лиге чемпионов КАФ. Примечательно, что в Лиге чемпионов Эньяму всегда заменяли перед серией пенальти. В 2005 году он перешёл в клуб «Ивуаньянва Нэйшнл», где остался только на 1 сезон.
В 2005 году он перешёл в израильский клуб «Бней Иегуда». В первом сезоне с новым клубом он завоевал право участия в Кубке УЕФА благодаря занятому 4-му месту, а также дошёл до финала Кубка Израиля. В 2007 году он перешёл в другую израильскую команду, «Хапоэль» (Тель-Авив). Сезон 2007/08 клуб провёл плохо: команда заняла 7-е место в чемпионате; единственным достижением команды стал выход в финал национального кубка. В следующем году Эньеама провёл хороший сезон, клуб стал серебряным призёром первенства и дошёл до 1/32 финала Кубка УЕФА, и был выбран СМИ лучшим игроком чемпионата. В 2010 году Эньеама помог клубу сделать победный «дубль» — победить в чемпионате и кубке страны. Во втором туре Лиги чемпионов 2010/11 забил гол в ворота французского «Лиона».

## Международная карьера
В составе сборной Нигерии Эньеама начал играть с 2002 года. Тогда же он поехал с национальной командой на чемпионат мира, где являлся вторым вратарём после Ике Шорунму. На мундиале Эньеама сыграл 1 игру — матч с Англией, где не пропустил ни одного мяча. Но оставался вторым вратарём команды, вплоть до завершении карьеры Шорунму. С 2004 года он стал первым номером нигерийской сборной, участвовав в трёх Кубках африканских наций. В турнире 2006 года Эньеама отбил три пенальти в 1/4 финала с Тунисом. В турнире 2008 года Эньеама неожиданно попал в запас команды, вместо него на поле выходил Остин Эджиде.
В первом матче чемпионата мира 2010 с Аргентиной, Эньеама был признан лучшим игроком встречи, несмотря на поражение своей команды со счётом 0:1. В следующей игре мундиаля, с Грецией, Эньеама вновь был признан лучшим игроком встречи; Нигерия матч проиграла 1:2.
Был основным вратарём на чемпионате мира 2014 в Бразилии. Сыграл четыре матча, а сборная Нигерии дошла до 1/8 финала, где проиграла французам 0:2 и выбыла из турнира.

## Достижения
Командные
- Чемпион Нигерии: 2001, 2002, 2003
- Победитель Лиги чемпионов КАФ: 2003, 2004
- Чемпион Израиля: 2009/10, 2012/13
- Обладатель Кубка Израиля: 2010
- Обладатель Кубка африканских наций: 2013.

Личные
- Футболист года в Израиле по версии СМИ: 2009